# Heinz-Joachim Rothenburg

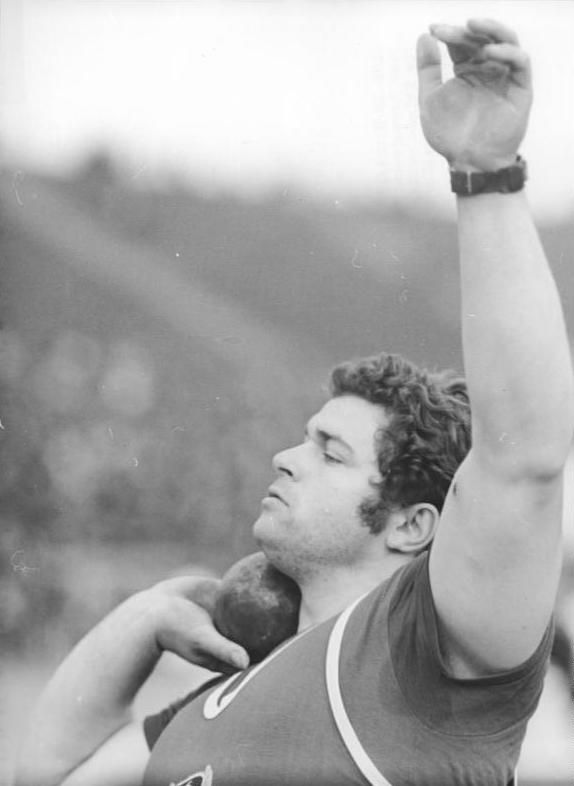
Heinz-Joachim Rothenburg 1971

Heinz-Joachim Rothenburg (* 9. April 1944 in Luckenwalde, Brandenburg) ist ein deutscher Leichtathlet und Olympiateilnehmer, der – für die DDR startend – Ende der 1960er Jahre und in den 1970er Jahren ein erfolgreicher Kugelstoßer war. Seine größten Erfolge sind zwei Silbermedaillen bei Leichtathletik-Europameisterschaften (1969 und 1971) sowie drei Medaillenränge bei Halleneuropameisterschaften (1969, 1970, 1974).
Heinz-Joachim Rothenburg gehörte dem SC Dynamo Berlin an. In seiner aktiven Zeit war er 1,85 m groß und wog 118 kg.

## Einsätze bei internationalen Höhepunkten im Einzelnen
- 1969: Europäische Hallenspiele: Platz 3 (18,69 m – 17,80 – 17,80 – ungültig – ungultüg – 18,55)
- 1969: Europameisterschaften: Platz 2 (19,13 – ungültig – 20,05 m – ungültig – 19,06 – 19,91)
- 1970: Halleneuropameisterschaften: Platz 2 (ungültig – 19,50 – ungültig – 19,17 – 19,65 – 19,70 m)
- 1971: Halleneuropameisterschaften: Platz 4 (19,66 – ungültig – 19,28 – 19,29 – 19,70 – 19,90 m)
- 1971: Europameisterschaften: Platz 2 (19,66 – 20,11 – 20,47 m – 20,28 – 20,26 – 20,27)
- 1972: Olympische Spiele: Platz 11 (19,74 – ungültig – ungültig)
- 1974: Halleneuropameisterschaften: Platz 2 (20,87 m – 20,75 – 20,30 – 20,08 – ungültig – ungültig)
- 1976: Olympische Spiele: Platz 10